# Euxolus crispus
Euxolus crispus är en amarantväxtart som beskrevs av Lesp. och Thévenau. Euxolus crispus ingår i släktet Euxolus och familjen amarantväxter. Inga underarter finns listade i Catalogue of Life.